# Javier Irureta
Javier Iruretagoyena Amiano (Irun, 1 de abril de 1948) é um ex-treinador e ex-futebolista espanhol que atuava como meio-campista.
Renomado técnico com passagem por inúmeros times espanhóis, conquistou o prêmio Don Balón na temporada 1999–00, quando conduziu o Deportivo La Coruña ao título da La Liga. Seu último trabalho foi em 2008, no comando do Zaragoza.

## Títulos

### Como jogador
Atlético de Madrid
- La Liga: 1969–70 e 1972–73
- Copa do Generalíssimo: 1971–72
- Copa Intercontinental: 1974

### Como treinador
Deportivo La Coruña
- La Liga: 1999–00
- Copa do Rei: 2001–02
- Supercopa da Espanha: 2000 e 2002

### Prêmios individuais
- Prêmio Don Balón: 1999–00